# Michael Heřman z Althannu
Michael Heřman hrabě z Althannu (Michael Hermann Reichsgraf von Althann) (8. září 1704 – 18. června 1759, Brno) byl rakouský šlechtic ze starobylé rodiny usazené na Moravě. Od mládí působil ve státní správě Moravského markrabství, byl krajským hejtmanem v Jihlavě a Brně, nakonec byl radou královské reprezentace na Moravě.

## Životopis
Pocházel ze starého šlechtického rodu Althannů, patřil k hrušovanské linii. Narodil se jako třetí syn Michaela Ehrenreicha z Althannu (1672–1715) a jeho manželky Zuzany, rozené Buquoyové, která byla sestrou Karla Kajetána Buquoye. Michael Heřman od mládí sloužil ve státní správě Moravy, byl hejtmanem jihlavského (1746–1748) a brněnského kraje (1748–1754). V politické správě na Moravě se pak aktivně angažoval jako rada zemského gubernia. Koncem roku 1758 se kvůli nemoci stáhl z veřejného života a zemřel nedlouho poté v Brně. Byl též císařským tajný rada a komořím.
Poprvé se oženil s hraběnkou Marií Josefou Cavrianiovou (1716–1756), dámou Řádu hvězdového kříže, jeho druhou manželkou byla dvorní dáma Marie Antonie von Asseburg (1716–1787). Z prvního manželství měl patnáct dětí, z nichž polovina zemřela v dětství či mládí. Druhorozený syn Michael Jan Filip (1730–1795) navázal na tradici Althannů ve státní službě a v letech 1783–1787 byl hejtmanem brněnského kraje. Čtvrtý syn Michael Josef (1733–1780) byl mnichem řádu minoritů a pátý Michael Jindřich (1742–1805) byl kanovníkem v Olomouci.